# Fünf Freunde (Fernsehserie, 1978)
Fünf Freunde (englisch The Famous Five, anhörenⓘ) ist eine britische Fernsehserie aus dem Jahr 1978. Sie basiert auf der Fünf-Freunde-Reihe der britischen Autorin Enid Blyton: Die Geschwister Julian, Dick und Anne treffen während ihrer Ferien auf ihre Cousine George mit ihrem Hund Timmy (ein Border Collie). Gemeinsam geraten sie in Abenteuer, lösen Rätsel und helfen damit auch der Polizei.

## Hintergründe
| Figur             | Darsteller         | Deutscher Sprecher |
| ----------------- | ------------------ | ------------------ |
| Julian            | Marcus Harris      | Oliver Rohrbeck    |
| Dick              | Gary Russell       | Oliver Mink        |
| Anne              | Jennifer Thanisch  | Ute Rohrbeck       |
| Georgina (George) | Michele Gallagher  | Maud Ackermann     |
| Onkel Quentin     | Michael Hinz       | Michael Hinz       |
| Tante Fanny       | Sue Best           | Gisela Fritsch     |
| Rogers            | Friedrich von Thun | Friedrich von Thun |

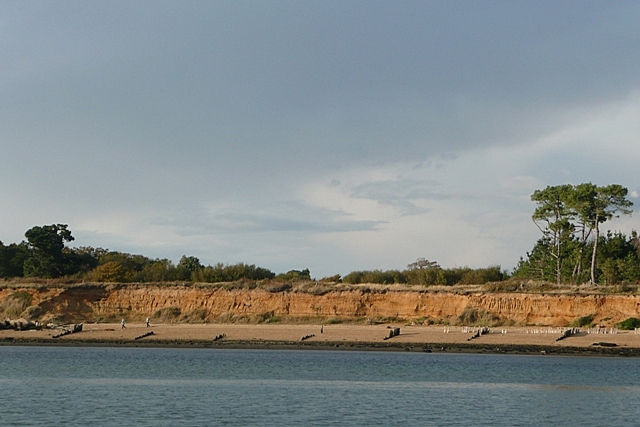
Einer der Drehorte befand sich auch am Strand beim Lepe-House, nahe Exbury

Die Umsetzung der Fünf-Freunde-Reihe spielt in der Gegenwart der 1970er Jahre. Die einzelnen Folgen halten sich hierbei recht genau an die Geschichten der Romanvorlage. Gedreht wurde an verschiedenen Orten in England, überwiegend in der Gegend um Exbury.
Die Serie entstand unter Beteiligung des ZDF – dort bestand man auch auf die Besetzung deutscher Schauspieler – die Rolle des Rogers als Hausmeister wurde aus diesem Grund in die Serie geschrieben. Auch bei den Fünfen war angedacht, mindestens einen deutschen Kinderdarsteller zu besetzen, was am Set jedoch zu unnötigen Problemen durch Sprachbarrieren geführt hätte. Final einigte man sich auf Michelle Gallagher – sie hatte deutsche Vorfahren.
Das Label Poly veröffentlichte eine Hörspielreihe, die auf den Original-Synchronspuren der Fernsehserie basierte. Die Hörspielproduktion Europa ließ zudem die Synchronsprecher der Kinder bald darauf ihre Rollen nochmals aufnehmen und produzierte 21 Hörspiele, auf deren Covern gut sichtbar der Vermerk „In den Hauptrollen die Originalsprecher der deutschen TV-Serie“ zu finden war. Dabei wurden auch Fünf Freunde erforschen die Schatzinsel, Fünf Freunde machen eine Entdeckung und Fünf Freunde jagen die Entführer vertont, die innerhalb der TV-Serie nicht verfilmt wurden. Auch nicht verfilmt wurden die unbekannteren Kurzgeschichten, die erst mit der Veröffentlichung des Bandes Fünf Freunde meistern jede Gefahr im Jahre 1996 bekannter wurden. Ebenfalls nicht verfilmt wurde das 2000 entdeckte Blyton-Skript von The Famous Five – Adventure.
Die Serie wurde mehrfach im deutschen Fernsehen gesendet – aufgrund der Co-Produktion mit dem ZDF wurden einige Folgen der 2. Staffel in Deutschland erstausgestrahlt.
Im Jahr 1996 entstand eine weitere Fernsehserie gleichen Titels, basierend auf Enid Blytons Vorlage, weshalb die alte Serie im deutschen Fernsehen seltener gesendet wurde. Während die Fünf-Freunde-Verfilmung von 1995 schon seit langem auf DVD in Deutschland erhältlich war, ließ die Serie von 1978, die bei vielen Fans weitaus beliebter war, auf sich warten. Niemand schien die Rechte an der Verfilmung zu besitzen. Aufgrund der Bemühung unzähliger Fans wurden diese Probleme geklärt. Eine entscheidende Rolle spielte hierbei das Forum und das Team der Fünf Freunde Fanpage. So erschien in Deutschland die 1978er-Serie erstmals im Herbst 2010 auf DVD und Blu-ray.
Später erschien die Serie auch für den englischen Sprachraum auf DVD. Bei der englischen Ausgabe ist das Cover zwar nahezu identisch, das abgetastete Bildmaterial ebenfalls, aber das Booklet sowie die Extras unterscheiden sich hier von der deutschen Ausgabe. Sowohl die DVD- als auch die BD-Version enthalten in deutscher Erstausstrahlung erstmals geschnittene, mit automatischen Untertiteln versehene unsynchronisierte Passagen, die seinerzeit vom ZDF bei der Erstausstrahlung aus Jugendschutzgründen entfernt wurden. So wurde beispielsweise der Fund eines Totenschädels in der Folge Fünf Freunde verfolgen die Strandräuber (2) seinerzeit nicht ausgestrahlt. Bei der Doppelfolge ...helfen ihrem Kameraden wurde die Bedrohung Georges und später aller Fünf Freunde mit einem Revolver gekürzt. Die stärkste Kürzung erfolgte in der Doppelfolge ...auf dem Leuchtturm: Hier wurden die Motive der Brüder Ebeneezer und Jacob, den Piratenschatz zu finden, in Teil 1 herausgeschnitten – bei einem weiteren Gespräch der beiden in Folge 2 aber, entgegen dem englischen Original, in der Synchronisation, wenn auch gekürzt, erläutert. Insgesamt ist die deutsche Synchronisation durchgehend kindgerechter und harmloser gehalten als die Originalfassung.

## Musik
Als Schauspielmusik wurden hauptsächlich Stücke von library music, außerdem aus der Drama Montage 1 und 2  von Brian Bennett verwendet. Neben Drama Montage wurden auch andere Titel aus Zusammenstellungen des Labels Bruton Music verwendet, unter anderem kam der Titel Moving Tension von Les Hurdle und Franc Ricotti in mehreren Folgen vor.
Die Titelmusik wurde von Rob Andrews komponiert. Der englische Text stammt von Les Spurr, die deutschsprachige Übersetzung von Julius Pfaue. Die englische Version wurde von Kindern des Corona Stage Academy Chor gesungen. Für den Abspann wurde, bei gleicher Musik, eine alternative Textfassung benutzt:

„Wann immer sich ein Abenteuer lohnt: Angst und Schrecken kennen wir nicht, denn das sind wir gewohnt.
Wo immer ein Rätsel zu lösen ist: Hoch in dem alten Schloß oder im Schmugglernest.
Fünf Freunde das sind wir: Julian, Dick und Anne, George und Timmy der Hund.
Fünf Freunde das sind wir: Wir kommen schnell herbei, wann immer ihr es wollt.
Wir kommen schnell herbei, und schon sind wir da.“

„Was hinter verbotenen Türen auch steckt: wir kennen kein Zurück, es wird von uns entdeckt.
Wir lassen uns keine Gefahr entgehn – vertraut auf uns, wir packen's an, wer kann uns widerstehen?
Fünf Freunde das sind wir: Julian, Dick und Anne, George und Timmy der Hund.
Fünf Freunde das sind wir: Wir kommen schnell herbei, wann immer ihr es wollt.
Wir kommen schnell herbei, und schon sind wir da, sind wir da.“

## Veröffentlichung
Die moviemax/Universum Film GmbH veröffentlichte die Serie 2010 in zwei Staffelboxen auf DVD sowie als Collectors Box mit allen Folgen auf 7 DVDs bzw. 3 BluRays.
| #         | Dt. Titel                                        | Dt. Premiere  | Originaltitel                 | Premiere      | Hintergrundmusik |
| --------- | ------------------------------------------------ | ------------- | ----------------------------- | ------------- | --- |
| Staffel 1 |                                                  |               |                               |               | |
| 01        | Fünf Freunde auf der Felseninsel (Teil 1)        | 30. Sep. 1978 | Five On Kirrin Island (1)     | 3. Jul. 1978  | |
| 02        | Fünf Freunde auf der Felseninsel (Teil 2)        | 7. Okt. 1978  | Five On Kirrin Island (2)     | 10. Jul. 1978 | |
| 03        | Fünf Freunde auf neuen Abenteuern                | 4. Nov. 1978  | Five Go Adventuring Again     | 17. Jul. 1978 | |
| 04        | Fünf Freunde auf Schmugglerjagd (Teil 1)         | 25. Nov. 1978 | Five Go To Smuggler’s Top (1) | 24. Jul. 1978 | |
| 05        | Fünf Freunde auf Schmugglerjagd (Teil 2)         | 2. Dez. 1978  | Five Go To Smuggler’s Top (2) | 31. Jul. 1978 | |
| 06        | Fünf Freunde beim Wanderzirkus                   | 18. Nov. 1978 | Five Go Off In A Caravan      | 7. Aug. 1978  | Moving Tension (Les Hurdle, Franc Ricotti)                                                                                            |
| 07        | Fünf Freunde im Zeltlager (Teil 1)               | 14. Okt. 1978 | Five Go Off To Camp (1)       | 14. Aug. 1978 | |
| 08        | Fünf Freunde im Zeltlager (Teil 2)               | 21. Okt. 1978 | Five Go Off To Camp (2)       | 21. Aug. 1978 | Moving Tension, Dissolves (Les Hurdle, Franc Ricotti); Getaway (Brian Bennet; aus Drama/Crime 2)                                      |
| 09        | Fünf Freunde auf großer Fahrt                    | 13. Jan. 1979 | Five Go On A Hike Together    | 4. Sep. 1978  | Moving Tension (Les Hurdle, Franc Ricotti)                                                                                            |
| 10        | Fünf Freunde im Nebel                            | 28. Okt. 1978 | Five Go To Mystery Moor       | 11. Sep. 1978 | |
| 11        | Fünf Freunde wittern ein Geheimnis               | 16. Dez. 1978 | Five On A Secret Trail        | 18. Sep. 1978 | Moving Tension (Les Hurdle, Franc Ricotti); Dissolves (Les Hurdle, Franc Ricotti)                                                     |
| 12        | Fünf Freunde als Retter in der Not               | 20. Jan. 1979 | Five Go To Billycock Hill     | 25. Sep. 1978 | |
| 13        | Fünf Freunde und das Burgverlies                 | 11. Nov. 1978 | Five On Finniston Farm        | 2. Okt. 1978  | |
| Staffel 2 |                                                  |               |                               |               | |
| 14        | Fünf Freunde geraten in Schwierigkeiten (Teil 1) | 3. Feb. 1979  | Five Get Into Trouble (1)     | 19. Nov. 1978 | |
| 15        | Fünf Freunde geraten in Schwierigkeiten (Teil 2) | 10. Feb. 1979 | Five Get Into Trouble (2)     | 26. Nov. 1978 | Unseen Danger-14494 (Steve Gray) |
| 16        | Fünf Freunde im alten Turm                       | 27. Okt. 1979 | Five Get Into A Fix           | 3. Dez. 1978  | |
| 17        | Fünf Freunde und der Zauberer Wu (Teil 1)        | 17. Feb. 1979 | Five Are Together Again (1)   | 10. Dez. 1978 | |
| 18        | Fünf Freunde und der Zauberer Wu (Teil 2)        | 24. Feb. 1979 | Five Are Together Again (2)   | 17. Dez. 1978 | |
| 19        | Fünf Freunde und ein Zigeunermädchen             | 29. Sep. 1979 | Five Have A Wonderful Time    | 31. Dez. 1978 | Static Time (John Scott) |
| 20        | Fünf Freunde helfen ihrem Kameraden (Teil 1)     | 17. Mär. 1979 | Five Fall Into Adventure (1)  | 27. Jun. 1979 | Static Time (John Scott); Flying Fists (From Prisoner Cell Block H) (Brian Bennett)                                                   |
| 21        | Fünf Freunde helfen ihrem Kameraden (Teil 2)     | 24. Mär. 1979 | Five Fall Into Adventure (2)  | 4. Jul. 1979  | Underlying Menace (Von Eugenio Grandi, Stephen St. Paul, Frank Reidy); In Pursuit (Steve Gray)                                        |
| 22        | Fünf Freunde auf geheimnisvoller Spur            | 20. Okt. 1979 | Five Run Away Together        | 11. Jul. 1979 | In Terror (Brian Bennett) |
| 23        | Fünf Freunde auf dem Leuchtturm (Teil 1)         | 3. Mär. 1979  | Five Go To Demons Rock (1)    | 18. Jul. 1979 | |
| 24        | Fünf Freunde auf dem Leuchtturm (Teil 2)         | 10. Mär. 1979 | Five Go To Demons Rock (2)    | 25. Jul. 1979 | Deadly Enemy (John Scott) |
| 25        | Fünf Freunde verfolgen die Strandräuber (Teil 1) | 6. Okt. 1979  | Five Go Down To The Sea (1)   | 1. Aug. 1979  | Warning (Eugenio Grandi; Stephen St. Paul; Frank Reidy)                                                                               |
| 26        | Fünf Freunde verfolgen die Strandräuber (Teil 2) | 13. Okt. 1979 | Five Go Down To The Sea (2)   | 8. Aug. 1979  | Underlying Menace (Von Eugenio Grandi, Stephen St. Paul, Frank Reidy); Pendulum-14494 (Steve Gray); Foreboding (Richard Vincent Hill) |